# 太阳城60
35°43′45″N 139°43′05″E / 35.72917°N 139.71806°E
太阳城60（日语：サンシャイン60）是日本东京都丰岛区东池袋的一栋摩天大楼，為複合商業設施太陽城的主要建築。

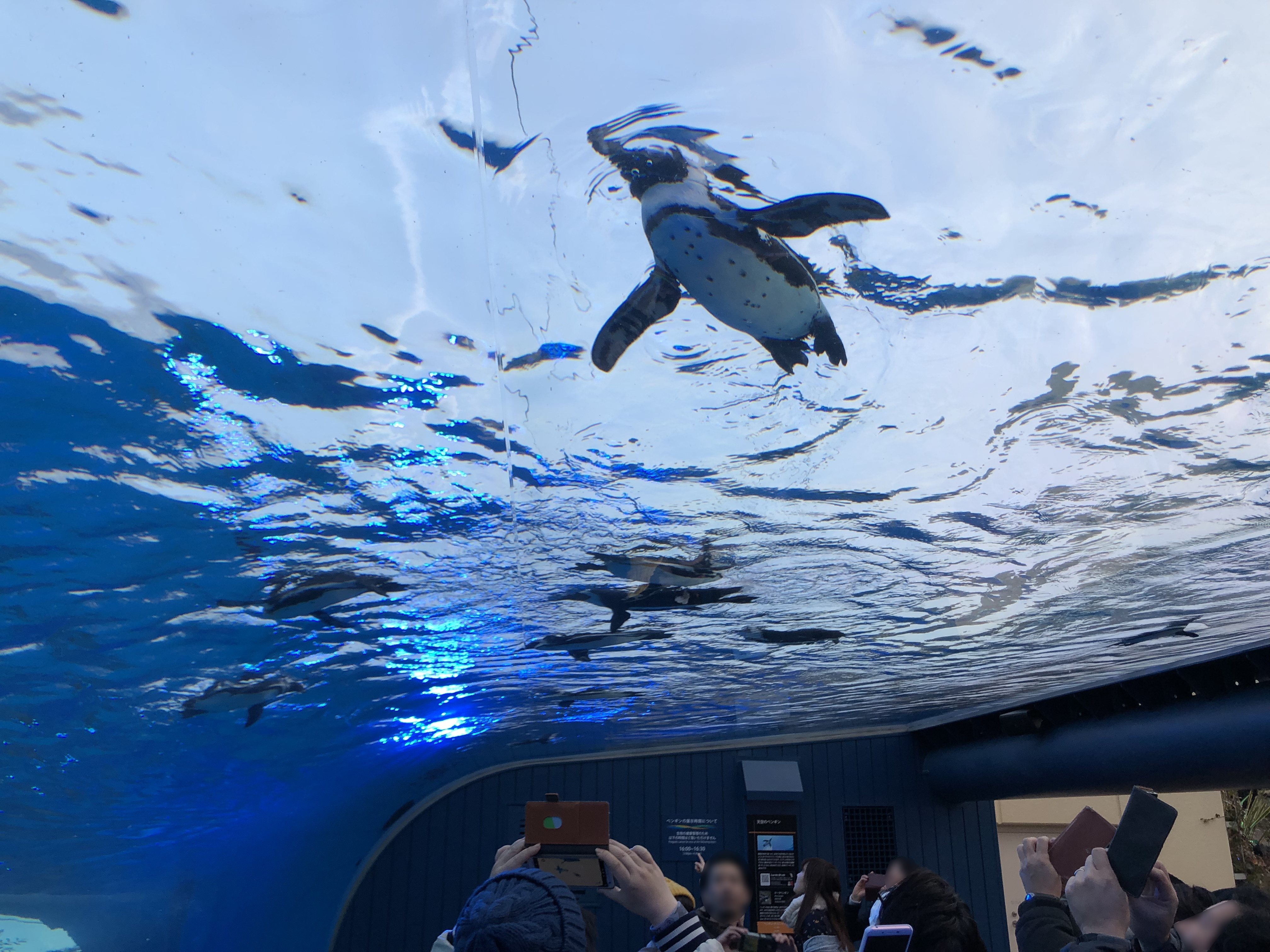
太阳城水族館

## 概要
太阳城60在原巢鸭监狱的空地建造，是一栋楼层60层，楼高239.7米的大楼，超越新宿三井大廈成為日本第一高樓、亦為亞洲第一高樓，直到1985年被位于韩国首尔汝矣岛、63层楼高249米的大韩生命63大廈打破。至於其在日本國內保持長達12年的最高建築紀錄，則是在1991年時被樓高243米的东京都厅舍打破。太陽城60大樓最高的60层设有需收費參觀的屋顶展望台，其高度为226.3米，是东京都的高层建筑展望台中最高的。除了展望台本身，到了周六、周日以及節慶假期，尚會开放天空平臺供民眾參觀。

## 主要设施
- 60层：太阳城60展望台、屋顶空中甲板入口
- 58层・59层：空中餐厅
- 9层 - 58层：办公楼层、空中餐厅
- 地下1层 - 3层：专门店街alpa
- 地下1层・1层：太阳城ALTA
- 1层：办公大厅
- 地下1层：太阳城60展望台入口（使用展望台直通电梯）、太陽城60內郵局
- 地下2、3樓：地下停車場
- 地下3、4樓：事務・機械設施

## 関連項目
- 東池袋中央公園